# Nephodia aegrotans
Nephodia aegrotans är en fjärilsart som beskrevs av Louis Beethoven Prout 1911. Nephodia aegrotans ingår i släktet Nephodia och familjen mätare. Inga underarter finns listade i Catalogue of Life.